# Ophir (Colorado)
Ophir is een plaats (town) in de Amerikaanse staat Colorado, en valt bestuurlijk gezien onder San Miguel County.

## Demografie
Bij de volkstelling in 2000 werd het aantal inwoners vastgesteld op 113.
In 2006 is het aantal inwoners door het United States Census Bureau geschat op 124, een stijging van 11 (9,7%).

## Geografie
Volgens het United States Census Bureau beslaat de plaats een oppervlakte van
0,4 km², geheel bestaande uit land. Ophir ligt op ongeveer 2955 m boven zeeniveau.

## Plaatsen in de nabije omgeving
De onderstaande figuur toont nabijgelegen plaatsen in een straal van 32 km rond Ophir.